# Gli occhi grandi della Luna
Gli occhi grandi della luna è il settimo album in studio della cantante Alexia, pubblicato nel 2004.
(da un'intervista di Alexia del 2004)

## Descrizione
L'album contiene 11 tracce che parlano di amore e sentimenti nascosti che si portano nel cuore. La chiave di lettura è nel segno del soul, esperienza già cominciata con gli altri lavori dalla cantante e che in questo album raggiunge il vertice dello stile e della interpretazione.
Il disco vanta alcune collaborazioni internazionali. Il brano Come tu mi vuoi è stato scritto da Sam Watters e prodotto da Louis Biancaniello, già produttori per Anastacia. Il testo di Se te ne vai così è stato scritto in inglese da Diane Warren, autrice di canzoni interpretate da Aretha Franklin, Tina Turner e Barbra Streisand, e successivamente tradotto in italiano dalla stessa Alexia. La canzone Senza un vincitore è dedicata alla tragica vicenda umana del famoso ciclista Marco Pantani.
L'album presenta, per la prima volta nella storia della musica, la funzione Open Mg, che apre una pagina dedicata all'artista con foto e videoclip del backstage, oltre a una funzione che ne evita la duplicazione.

## I singoli
Il primo singolo promozionale è Come tu mi vuoi, interpretato in Italia anche nella versione in inglese You Need Love, con cui Alexia partecipa al Festivalbar.
Il secondo singolo promozionale è Una donna sola, che viene trasmesso dalle principali emittenti radiofoniche.

## Tracce
1. Funky al cuore
2. Quello che sento
3. Se te ne vai così
4. Brutta notizia
5. Gli occhi grandi della luna
6. Senza gravità
7. Come tu mi vuoi
8. Una donna sola
9. In volo noi
10. Senza un vincitore
11. You Need Love

## Formazione
- Alexia – voce, cori
- Paolo Carta – chitarra acustica, chitarra elettrica
- Al Portento – batteria, percussioni
- Beppe Cominotti – tastiera, pianoforte
- Mario Guarini – basso, contrabbasso
- Davide Ghidoni – tromba
- Giuseppe Di Benedetto – trombone
- Corrado Terzi – sassofono baritono, sassofono tenore
- Fabrizio Benevelli – sax contralto
- Emanuela Cortesi, Monica Magnani, Giuseppe Lo Pizzo, Francesco Tartarini – cori

## Classifiche
| Classifica (2004) | Posizione più alta |
| ----------------- | ------------------ |
| Italia            | 56                 |